# Antiskällhalsband
Ett antiskällhalsband är en specifik typ av träningshalsband som bärs av en hund som har en tendens att skälla för mycket. Det är utformat för att ge negativ bestraffning för skällande beteende och med tiden få hunden att undvika detta beteende. Användningen av antiskällhalsband har blivit kontroversiell under de senaste åren och många anser att användningen är en form av djurplågeri.